# Независимая тестовая организация
Независимая тестовая организация — организация, которая проводит тестирование продуктов, материалов, программ и др. на соответствие принятым требованиям. Организация может быть полностью независимой (независимая тестовая лаборатория), либо подчиненной государству или научной организации. Под «независимостью» здесь понимается отсутствие влияния производителя товара на результаты тестирования.

## Цели независимого тестирования
Тестирование в независимых тестовых организациях используются для
- проверки, соответствует ли продукт стандартам и заданной спецификации
- демонстрации работоспособности и эффективности данного инженерного решения
- проверки пригодности продукта для коммерческого использования
- объективного сравнения несколько продуктов
- идентификации возможных способов повышения производительности программного обеспечения, оптимизации услуги и др.

## Стандарты
Существуют международные стандарты, которые определяют, какие организации могут называться независимыми тестовыми организациями. Многие независимые тестовые организации также проходят общую сертификацию качества менеджмента и тп. Некоторые релевантные стандарты: ISO 17020, ISO 9000, ISO/IEC 17025.
Независимые тестовые организации руководствуются отраслевыми стандартами, в соответствии с которыми определяется качество того или иного конкретного продукта, товара или услуги.
Методы тестирования часто определяются не только организациями стандартизации, но и заказчиком тестирования.
Некоторые международные организации, которые определяют стандартные методы тестирования:
- International Organization for Standardization, ISO
- ASTM International
- European Committee for Standardization. CEN
- Military Standards

## Преимущества

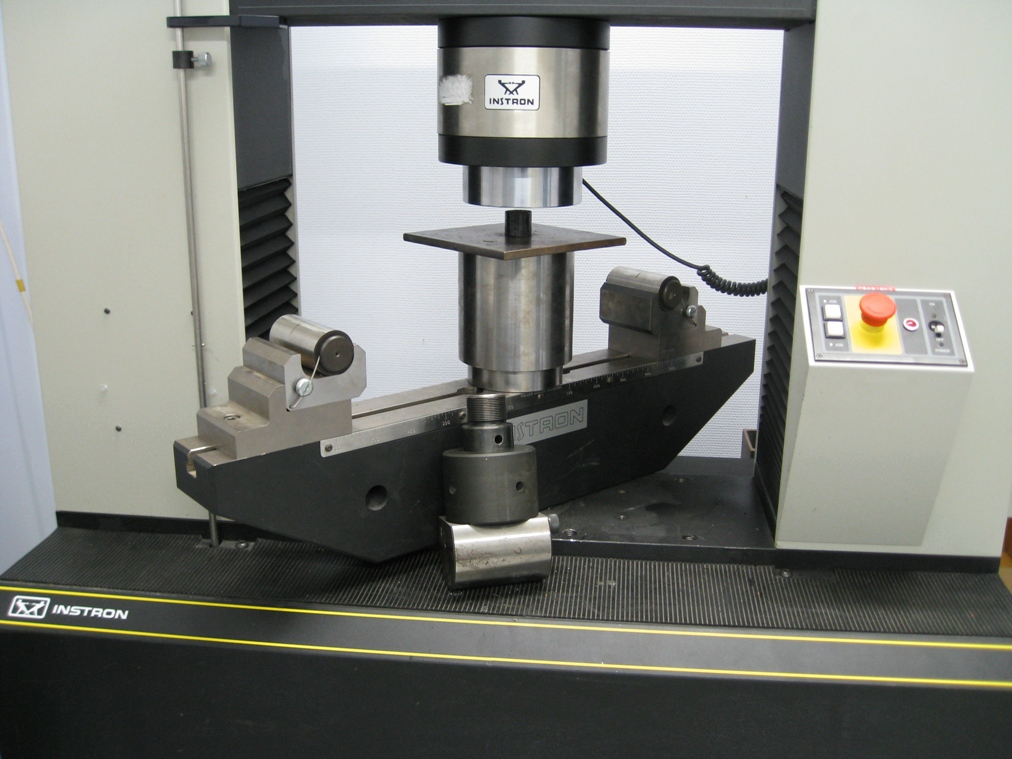
Тестирование прочности материала на специализированном тестовом оборудовании

Тестирование с помощью независимой тестовой организации имеет ряд преимуществ:
- Более объективные результаты
- Общая стоимость тестирования может быть значительно ниже за счет того, что независимые тестовые организации делают это быстрее и эффективнее
- Независимые тестовые организации используют высокоспециализированное оборудование и программное обеспечение
- Персонал таких организаций — узкие специалисты, имеющие значительно больше опыта в деле тестирования[1][2]

### Тестирование программного обеспечения
Некоторые крупные компании, занимающиеся разработкой программного обеспечения, имеют в своем штате программистов, которые занимаются только тестированием программ. Но чаще всего основное тестирование программ поручается независимым тестовым организациям, которые проводят тесты на производительность, безопасность, надежность, совместимость с различным оборудованием и т. д.
Как правило, разработчики ПО не обладают достаточной квалификацией и ресурсами для проведения полномасштабного нагрузочного тестирования, и в этом случае аутсорсинг тестирования является не только экономически более эффективным, но зачастую и единственно возможным способом контроля качества ПО.
Одним из стандартов, определяющих качество программного обеспечения, является ISO 9126 Международной организации по стандартизации. Состав и содержание документации, сопутствующей процессу тестирования, определяется стандартом IEEE 829—1998 Standard for Software Test Documentation.

## Некоторые крупнейшие независимые тестовые организации
- РОССТАНДАРТ
- NTA Inc
- IBM Product Test
- Underwriters Laboratories Inc. — тестирование на безопасность. Одна из старейших независимых тестовых организаций (основана в 1894 году)
- Euro NCAP — европейский комитет по проведению независимых краш-тестов автомобилей с оценкой активной безопасности и пассивной безопасности
- Европейское агентство по безопасности продуктов питания
- NSF International — тестирование экологической безопасности продуктов
- Better Business Bureau (BBB) — тестирование надежности коммерческих организаций
- QATestLab — тестирование программного обеспечения
- Stiftung Warentest — крупнейшая независимая тестовая организация Германии
- SGS — международная организация, которая занимается инспекцией и проверкой количества, веса, качества и безопасности товаров